# Lou & the Hollywood Bananas
Lou & the Hollywood Bananas is een project van de Belgische producent Lou Deprijck, die ook samenwerkte met Plastic Bertrand.

## Geschiedenis
Lou Deprijck zong zelf bij Lou & the Hollywood Bananas, begeleid door wisselende zangeressen. De single Kingston, Kingston haalde in 1979 meerdere Europese hitlijsten. De song werd sterk beïnvloed door de opleving van de ska, dat toentertijd het Verenigd Koninkrijk in zijn greep kreeg en daarna overwaaide naar het Europese continent. Ook de singles Hollywood, Hollywood (1979) en Wings of a Dove (1980) bevatten ska-elementen. Later volgde de single Time Warp, een coverversie van het gelijknamige nummer uit de film The Rocky Horror Picture Show. Er werden ook in Duitsland meerdere singles uitgebracht bij Hansa International.

## Discografie

### Singles
Hansa International
- 1979: Kingston, Kingston (Franse versie) / Kingston, Kingston (Engelse versie)
- 1979: Hollywood, Hollywood (Franse versie) / Hollywood, Hollywood (Engelse ska-versie)
- 1980: Wings of a Dove / Hong-Kong Ska
- 1981: Time Warp / Big Bad Wolf

### Compilatie
- 1980: Lou & The Hollywood meet the Ska-All-Stars - Greatest Hits
- 2004: The Best of Lou and the Hollywood Bananas